# Violences sexuelles en république démocratique du Congo

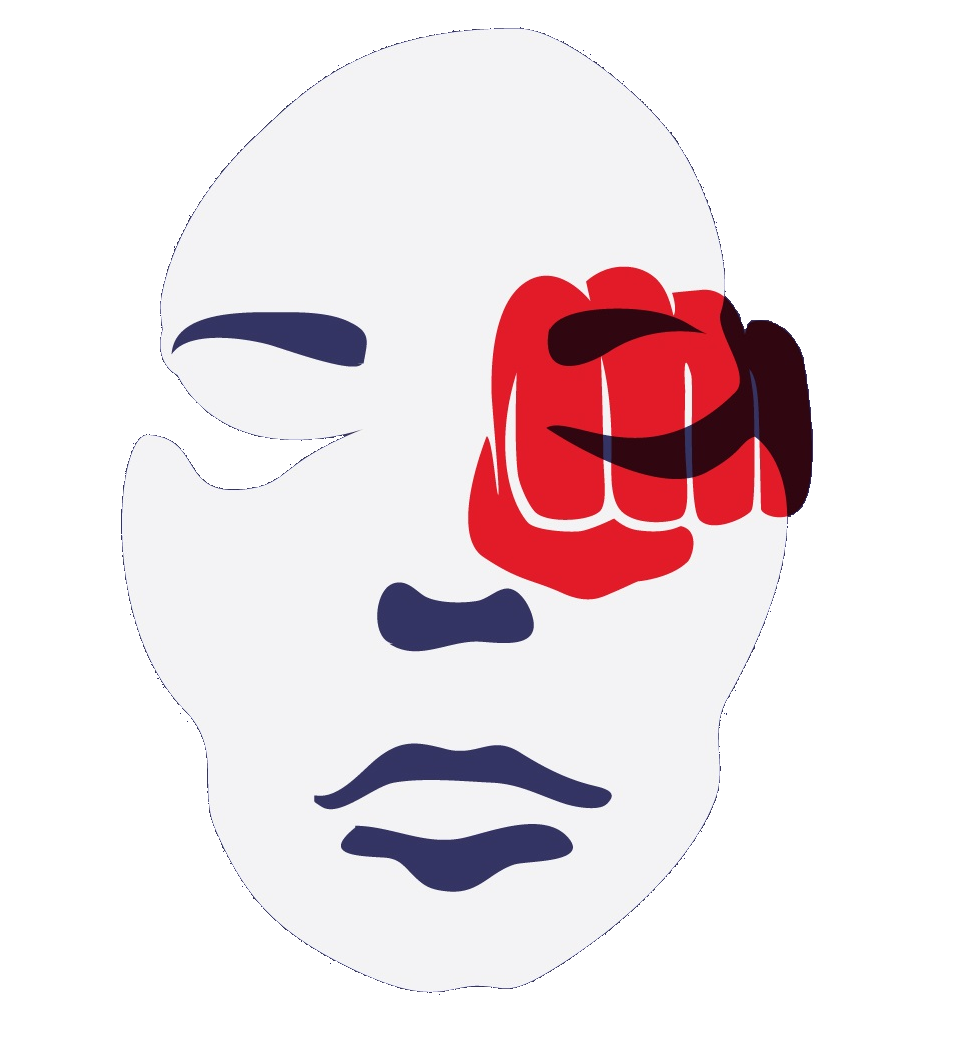
Œuvre de Denitza Tchacarova incitant à ouvrir les yeux sur les violences faites aux femmes.

La république démocratique du Congo, et particulièrement à l'Est du pays, a été décrite par l'envoyée spéciale de l'ONU pour les violences faites aux femmes et aux enfants dans les conflits, Margot Wallström, comme « capitale mondiale du viol », et de prévalence et l'intensité de toutes formes de violences sexuelles, ont été décrites comme les pires du monde,,,.
Human Rights Watch définit la violence sexuelle comme « un acte de nature sexuelle commis par la force, la menace de la force ou la coercition », et le viol comme « une forme de violence sexuelle au cours de laquelle le corps d'une personne est envahi, entraînant la pénétration, même légère, d'une partie quelconque du corps de la victime, avec un organe sexuel, ou de l'orifice anal ou génital de la victime avec un objet ou une autre partie corps,. »

## Observations historiques
Le viol en république démocratique du Congo a souvent été décrit comme une « arme de guerre ». En 2008, les Nations unies ont officiellement reconnu le viol comme une tactique de guerre. Cette forme de violence est particulièrement dévastatrice, car elle ne se limite pas à des dommages physiques sur les victimes, mais s'étend également à la destruction de communautés entières. Depuis des décennies, la république démocratique du Congo est en proie à la guerre, à la violence et à l'instabilité, favorisant ainsi une culture de la violence qui persiste tant en période de conflit qu'en temps de paix, se manifestant souvent sous forme d'agressions sexuelles.
Sous le régime de Mobutu, les abus sexuels étaient utilisés comme méthode de torture.
Wilhelmine Ntakebuka, qui coordonne un programme de lutte contre les violences sexuelles à Bukavu, estime que l'augmentation des violences sexuelles a commencé avec l'afflux de militaires étrangers en 1994, en provenance du Burundi et du Rwanda : « L'épidémie de viols semble avoir commencé au milieu des années 1990. Cela coïncide avec les vagues de miliciens hutus qui se sont enfuis dans les forêts du Congo après avoir exterminé 800 000 Tutsis et Hutus modérés lors du génocide rwandais, il y a 13 ans. M. Holmes a déclaré que si les troupes gouvernementales ont pu violer des milliers de femmes, les attaques les plus vicieuses ont été menées par les milices hutues ».
La Première guerre du Congo a engendré des violences et des instabilités qui ont contribué à l'éclatement de la deuxième guerre du Congo. Ce conflit prolongé a officiellement pris fin en 2003, marquant le début d'une période de transition.
En 2006, un tournant significatif a été atteint avec l'élection de Joseph Kabila, qui est devenu le premier président démocratiquement élu du pays. Cependant, la violence n'a pas pris fin, des affrontements débutés en 2006 entre les Forces armées de la république démocratique du Congo (FARDC) et  le Congrès national pour la défense du peuple (CNDP), une rébellion à majorité Tutsi, aboutissent à un autre affrontement majeur dans la province du Nord-Kivu, qui ne s'est conclu qu'en janvier 2009.
En 2012, l'instabilité et la violence ont fortement augmenté à la suite de la mutinerie d'anciens éléments du CNDP intégrés aux FARCD, résultant en la création du Mouvement du 23 Mars (M23), une rébellion soutenu par le Rwanda et l'Ouganda. Dès décembre 2012, les rebelles du M23 sont accusés de violer et de tuer des civils dans l'est de la RDC.
Une grande partie de cette violence continue 
découle d'une série complexe de facteurs historiques et socio-économiques.
Initialement centrée sur des rivalités liés à des questions politiques, administratives, socio-économiques, et de nationalité entre les populations autochtones et les communautés rwandophones (Hutus et Tutsis), la situation s'est aggravée après le génocide des Tutsis au Rwanda en 1994. Cet événement a provoqué un afflux massif de réfugiés hutus vers l'est de la RDC, qui a modifié les alliances locales, et exacerbé les tensions existantes entre les différents communautés,. Les mouvements de population, combinés à la lutte pour les ressources naturelles et aux enjeux politiques, ont engendré une culture de violence et d'instabilité dans la région. La persistance du viol peut également être attribuée à des idées fausses sur le viol, comme le mythe selon lequel le fait d'avoir des relations sexuelles avec des filles prépubères donne de la force aux gens au combat ou dans les affaires. La longue histoire de la violence a conduit à une culture de désensibilisation, au manque de respect des normes internationales des droits de l'homme et à une éducation inadéquate.
Aujourd'hui, la république démocratique du Congo, en particulier la région orientale du pays, est connue comme la "capitale mondiale du viol"[réf. nécessaire]. Bien que « la loi interdise spécifiquement et prévoit des peines de 10 à 20 ans d'emprisonnement pour la prostitution infantile et forcée, le proxénétisme et le trafic à des fins d'exploitation sexuelle, aucune enquête ou poursuite n'a été signalée à l'encontre de trafiquants au cours de l'année 2007 ». Il n'existe aucune loi contre les agressions sexuelles entre conjoints.

## Formes de violences sexuelles

### Violences contre les femmes
Margot Wallström a qualifié l'est de la RDC d'« endroit le plus dangereux sur terre pour une femme » et a dit que le viol est tout simplement une réalité de la vie dans le pays. En octobre 2004, le groupe de défense des droits de l'homme Amnesty International a déclaré que 40 000 cas de viol avaient été signalés au cours des six années précédentes, la majorité se produisant dans le Sud-Kivu. Ce chiffre est incomplet, car les organisations humanitaires et internationales qui le compilent n'ont pas accès à la majeure partie de la zone de conflit. Seules les femmes qui ont signalé leur présence pour être soignées sont prises en compte. On estime à 200 000 le nombre de victimes de viol survivantes vivant aujourd'hui en république démocratique du Congo. En 2020, plus de 4 000 de ces femmes sont membres du Mouvement national des survivant.e.s de violences sexuelles en RDC, créé en 2017 et coordonné par Tatiana Mukanire Bandalire, qui milite notamment pour la mise en œuvre des recommandations du rapport du Projet Mapping,.

### Violences contre les hommes
Une étude menée par le Journal of the American Medical Association en 2010 indique que 23,6 % des hommes de la région orientale du pays ont été exposés à des violences sexuelles. Une étude similaire, également menée en 2010, a révélé que 22 % des hommes (contre 30 % des femmes) de l'est du Congo ont signalé des violences sexuelles liées au conflit. Une étude transversale basée sur la population a révélé qu'un homme sur quatre vivant dans la région orientale du pays a été victime de violences sexuelles. 4 à 10 % des victimes de viol sont des hommes.
La prévalence du viol des hommes dans le pays est probablement sous-déclarée en raison de l'extrême stigmatisation attachée aux abus sexuels sur les hommes. Les hommes qui déclarent avoir été violés risquent l'ostracisme de leur communauté et des poursuites pénales, car ils peuvent être considérés comme homosexuels, ce qui, bien que légal en RDC, est socialement inaccepté.

### Violences contre les enfants
Le Fonds des Nations unies pour la population a signalé que plus de 65% des victimes au cours des 15 dernières années étaient des enfants. La majorité de ce pourcentage était constitué d'adolescentes et environ 10% des enfants victimes auraient moins de 10 ans. De nombreux enfants soldats, après avoir été recrutés dans les camps de réfugiés, ont été victimes d'abus sexuels.

### Trafic et prostitution
La république démocratique du Congo est une source et une destination pour le trafic de travail forcé et de prostitution forcée, dont une grande partie est interne et perpétrée par des groupes armés dans la région orientale de la RDC.
La RDC serait la principale source régionale, à partir de laquelle les femmes et les enfants sont trafiqués en grand nombre vers les industries du sexe en Angola, en Afrique du Sud, en république du Congo et en Europe occidentale, en particulier en Belgique.
La prostitution et la prostitution forcée se produisent souvent dans les camps de réfugiés du pays.
De nombreuses femmes ou jeunes filles sont forcées à se prostituer sur les marchés et dans les zones minières.

### Violences domestiques
L'article 444 du Code de la famille congolais de 1987 stipule que la femme « doit obéissance à son mari. » cet article donnait un certain pouvoir à l'homme au point qu'il était difficile de parler de violence conjugale. mais avec la loi no 16/008 du 15 juillet 2016, qui a retiré cet alinéa de l'article 444; là où la loi disait : "l'homme doit protection à sa femme", la loi de 2016 le modifie en ceci " Les époux se doivent protection mutuelle". par cette modification, l'homme n'a plus le droit de poser des actes sans le consentement de son épouse. par conséquent, toute tendance de violence dans le couple est considérée comme un délit en droit congolais. Désormais, en RDC les femmes ont le droit de refuser les rapports sexuels, et si les hommes les brutalisent, cela devient un cas de viol qui est condamné par la loi.

### Autres formes de violence
Les Nations unies incluent le viol, les viols publics, l'esclavage sexuel, la prostitution forcée, la grossesse forcée, le viol collectif, l'inceste forcé, les mutilations sexuelles, l'éviscération, les mutilations génitales, le cannibalisme, la propagation délibérée du VIH et la stérilisation forcée comme autres formes de violence sexuelle qui se produisent en RDC et qui sont utilisées comme techniques de guerre contre la population civile.
D'autres formes de violence sexuelle rapportées incluent : l'introduction forcée d'objets tels que des branches d'arbres et des bouteilles dans le vagin, le viol public devant la famille ou la communauté, le viol forcé entre victimes, l'introduction d'objets dans les orifices des victimes, le versement de caoutchouc fondu dans le vagin des femmes, les tirs dans le vagin des femmes et la pratique d'avortements à l'aide d'objets tranchants.

## Auteurs

### Miliciens, soldats et policiers
Selon Human Rights Watch, si de nombreux auteurs de violences sexuelles sont des milices, dont certaines sont connues pour enlever des femmes et des filles et les utiliser comme esclaves sexuelles, l'armée congolaise, les Forces Armées de la république démocratique du Congo (FARDC), est le « groupe le plus important d'auteurs de violences sexuelles. »
En 2007, la Mission de l'Organisation des Nations unies pour la stabilisation en république démocratique du Congo (MONUSCO) a signalé que 54% de tous les cas de violence sexuelle enregistrés au cours des 6 premiers mois de cette année étaient commis par des soldats des FARDC. Certains commandants auraient négligé les violences sexuelles perpétrées par ceux qui étaient sous leur commandement. Une enquête a révélé que certains commandants avaient ordonné à leurs soldats de commettre des viols. Il existe également des viols impliquant la police, d'autres personnes en position d'autorité, des civils et des criminels de droit commun.

## Lutte et prévention
La prise de conscience croissante du problème des violences sexuelles dans le pays a motivé des actions nationales et internationales pour empêcher la poursuite des atrocités commises.

### Politiques gouvernementales
Selon les articles de la Constitution de la république démocratique du Congo, la violence sexuelle est définie et criminalisée comme une forme de violence basée sur le genre et de discrimination sexuelle (article 14) ; un traitement cruel, dégradant et inhumain (article 16) ; un crime contre l'humanité (article 15) ; et une violation du droit de l'individu à la paix (article 52),. La loi congolaise établit une distinction entre le viol et le viol systématique, la violence sexuelle étant un crime contre l'État et la violence sexuelle systématique un crime international.
En 2006, le Palais du Peuple, le gouvernement congolais, a promulgué des amendements relatifs à la violence sexuelle au Code pénal de 1940 et au Code de procédure pénale de 1959, notamment en criminalisant "l'insertion d'un objet dans le vagin d'une femme, les mutilations sexuelles et l'esclavage sexuel" ainsi qu'en définissant "toute relation sexuelle avec un mineur comme un détournement de mineur". Le département du gouvernement congolais, le Ministère du Genre, de la Famille et de l'Enfant, se consacre à la lutte contre la violence sexuelle au sein de la nation.

### Communauté internationale et organisations non gouvernementales
Les organisations internationales de défense des droits de l'homme ont commencé à documenter les violences sexuelles en 2002.
En septembre 2009, à la suite de sa visite en RDC, la secrétaire d'État américaine Hillary Clinton a supervisé l'adoption de la résolution 1888 du Conseil de sécurité des Nations unies, qui détaille les efforts spécifiques qui doivent être déployés pour protéger les femmes contre les violences sexuelles dans les régions en guerre, ainsi que les mesures prises pour traduire les auteurs en justice. Clinton a également exhorté le gouvernement congolais à enquêter personnellement sur les membres des FARDC qui ont commis des crimes de violence sexuelle, et les généraux des FARDC ont déclaré qu'ils allaient mettre en place de nouveaux tribunaux militaires pour poursuivre les soldats accusés de violences sexuelles. De plus, elle a soutenu un plan de 17 millions de dollars pour combattre la violence sexuelle en RDC.